# Баризоне II (Торрес)
Баризоне II (итал. Barisone II; ум. 10 июня 1191) — судья Торреса (Логудоро) с 1153 по 1186 год.

## Биография
Сын Гонарио II. После отречения отца, постригшегося в монахи, вступил в управление его княжеством.
В октябре 1163 года брат Баризоне II Пьетро, женатый на дочери судьи Кальяри Костантино Салюзио II, после смерти тестя стал его наследником. Однако Баризоне II Арборейский изгнал его из Кальяри, и он обратился за помощью к брату. При поддержке Пизы в марте 1164 года они отвоевали Кальяри.
С 1166 года Баризоне II ди Торрес был союзником Генуи. В 1170 году он назначил своим соправителем сына — Костантино II.
В 1186 году после смерти жены — Прециозы ди Орруба по примеру отца удалился в монастырь.

## Семья
Дети:
- Костантино II (ум. после 1191), судья Торреса
- Сузанна, жена Андреа Дориа.
- Комита ди Торрес, судья Торреса